# Batalla del río Chiusella
La batalla del río Chiusella o batalla de Romano (26 de mayo de 1800) vio a la vanguardia de un ejército republicano francés dirigido por el primer cónsul Napoleón Bonaparte atacar a una división austriaca de los Habsburgo dirigida por el Feldmarschall-Leutnant (FML) Karl Joseph Hadik von Futak. La acción ocurrió en la campaña de Marengo durante la Guerra de la Segunda Coalición. En mayo de 1800, el ejército de reserva de Bonaparte cruzó el paso del Gran San Bernardo hacia el valle de Aosta, en el noroeste de Italia. Aunque su avance fue retrasado por el Fuerte de Bard, la vanguardia del Ejército de Reserva bajo el mando del general de división (GD) Jean Lannes pasó por el fuerte y capturó Ivrea. Hadik intentó bloquear a los franceses en el río Chiusella, al norte de Romano Canavese. Después de una acción muy reñida, los austriacos se retiraron hacia Turín. El informe de batalla de Hadik finalmente ayudó a convencer al comandante del ejército austriaco, el general de caballería Michael von Melas, de que la principal amenaza francesa provenía del valle de Aosta.

## Antecedentes

### Operaciones italianas
A principios de 1800, los ejércitos franceses en Italia habían perdido todo el terreno que Napoleón Bonaparte había conquistado en su campaña de 1796-1797. El ejército francés de Italia, bajo el mando del general André Masséna, contaba solo con 36 000 hombres aptos para entrar en el campo de batalla. El ejército mantenía una línea desde Génova hasta el paso de Tenda, mientras que 10 000 más mantenían los pasos a través de los Alpes. El GD Jean-de-Dieu Soult con 20 000 soldados mantuvo Génova, el GD Louis Gabriel Suchet defendió el paso de Tenda con 12 000 hombres, mientras que el GD Louis Marie Turreau estaba muy al noroeste con 4000 más en Mont Cenis.
El 4 de abril de 1800, Michael von Melas lanzó una ofensiva contra Génova con 62 000 soldados. Vigilando los pasos de montaña que conducen al noroeste de Italia estaba el FML Konrad Valentin von Kaim con 31 000 hombres, mientras que había 20 000 soldados más en varias guarniciones italianas. Las fuerzas de Melas también incluían 14 389 soldados piamonteses. Después de desesperados combates entre el 6 y el 19 de abril, Melas dividió el ejército francés de Italia en dos, aislando a Massena y Soult en Génova. En este período de dos semanas, los austriacos sufrieron más de 8000 bajas e infligieron 7000 pérdidas a los franceses. Dirigiendo al FML Peter Karl Ott von Bátorkéz y 24 000 hombres para llevar a cabo el asedio de Génova, Melas y el FML Anton von Elsnitz con 28 000 soldados condujeron al cuerpo de Suchet, superado en número, hacia el oeste a lo largo de la costa mediterránea. El 11 de mayo, Melas estaba en Niza y sus tropas llegaron al río Var.

### Ejército de Reserva
Bonaparte regresó a Francia desde Egipto el 9 de noviembre de 1799 e inmediatamente conspiró para derrocar al impopular Directorio francés. Tuvo éxito en el golpe de Estado del 18 de brumario (9 de noviembre de 1799) y, el 25 de diciembre, Bonaparte se convirtió en Primer Cónsul, cargo en el que ejerció un poder dictatorial. El 25 de enero de 1800, Bonaparte ordenó al general Louis Alexandre Berthier crear un ejército de reserva de 60 000 hombres en Dijon. Para enmascarar esto de los espías de la Coalición, se emplearon varias estrategias, de modo que el gobierno austriaco no se dio cuenta de que el Ejército de Reserva era una amenaza importante para sus operaciones en Italia.
Berthier fue nombrado Comandante en Jefe del Ejército de Reserva con el general Pierre Dupont como Jefe del Estado Mayor. El Jefe de Artillería del ejército era el general de brigada Auguste Marmont, que comandaba 48 cañones. La organización inicial del Ejército de Reserva fue la siguiente:
| Cuerpo                  | Divisiones              | Fuerza |
| ----------------------- | ----------------------- | ------ |
| Vanguardia              | GD Jean Lannes          | 8000   |
| GD Guillaume Duhesme    | GD Louis Henri Loison   | 7000   |
| GD Guillaume Duhesme    | GD Jean Boudet          | 8000   |
| GD Claude Perrin Víctor | GD Jean-Charles Monnier | 4000   |
| GD Claude Perrin Víctor | GD Jacques Chambarlhac  | 6000   |
| GD Claude Perrin Víctor | GD Joseph Chabran       | 5000   |
| GD Joachim Murat        | Caballería              | 4000   |
| Ejército de Reserva     | Total general           | 42 000 |

Bonaparte tenía la intención de que el Ejército de Reserva marchara a Ginebra y utilizara el paso del Gran San Bernardo para entrar en el noroeste de Italia. La división de Chabran usaría el paso del Pequeño San Bernardo y se uniría al ejército en Aosta. Turreau avanzaría desde Mont Cenis y una fuerza simbólica usaría el paso del Simplón. Por acuerdo, se suponía que, GD Jean Victor Marie Moreau, el comandante del ejército en Alemania debía enviar al cuerpo del comandante Claude Lecourbe a través del paso de San Gotardo. El 13 de mayo de 1800, Moreau informó a Bonaparte de que sólo podía prescindir del GD Bon-Adrien Jeannot de Moncey al frente de un cuerpo más pequeño. Finalmente, Moncey llevó 11 500 soldados al norte de Italia.

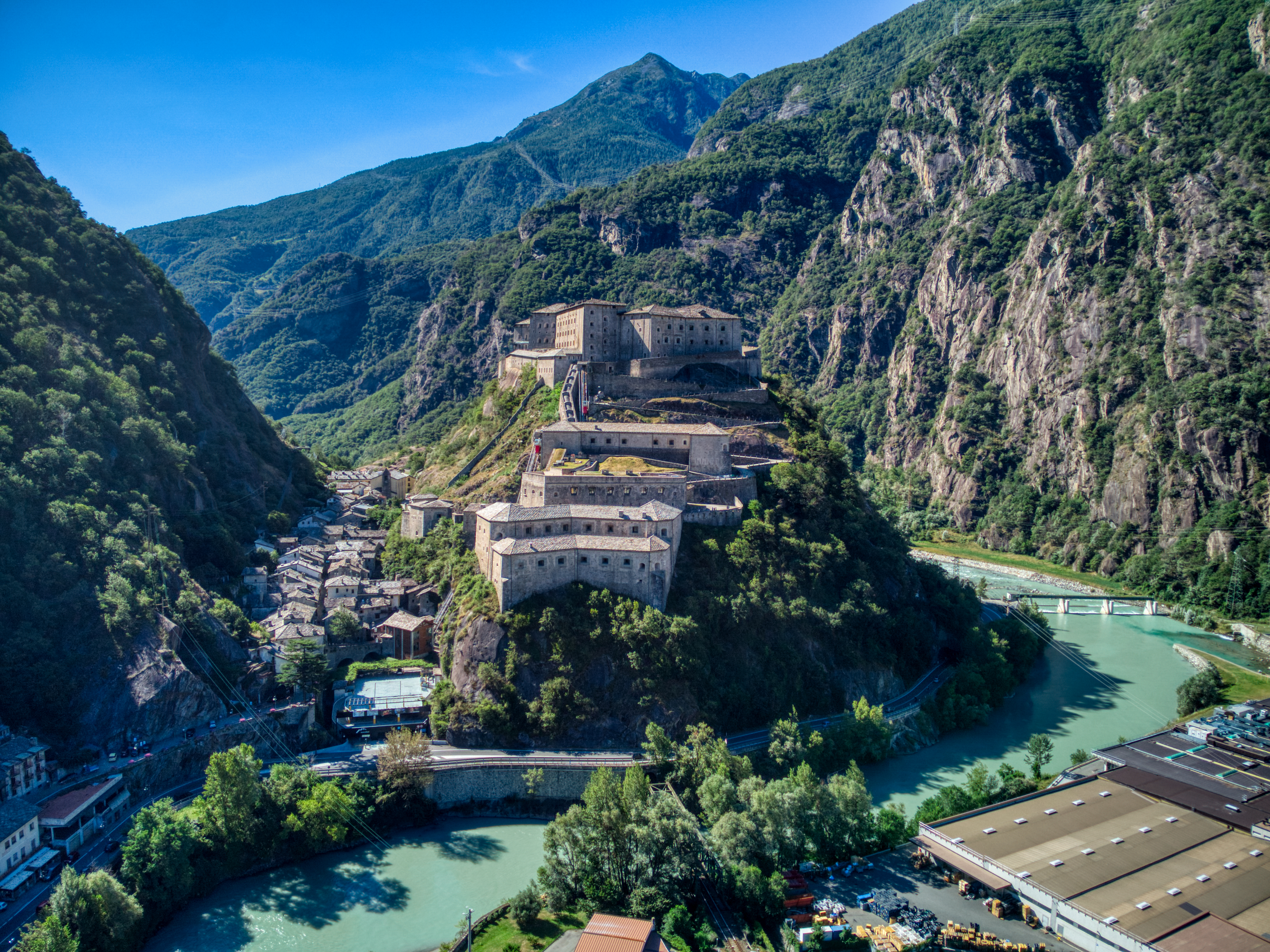
El Fuerte de Bard tiene vistas a la carretera que pasa a lo largo del Valle de Aosta.

A primera hora del 15 de mayo de 1800, el Ejército de Reserva partió de Martigny para cruzar el paso del Gran San Bernardo. El 16 de mayo, la vanguardia de Lannes ocupó Aosta después de una escaramuza con sus defensores austriacos y se le unió la división de Chabran. Para el 17 de mayo, los franceses tenían 12 300 infantes, 1400 jinetes y 14 piezas de artillería en el valle de Aosta. Al día siguiente, la vanguardia de Lannes derrotó a seis compañías de infantería austriacas y tres cañones en Châtillon. La división del comandante François Watrin capturó la ciudad, mientras que la brigada de caballería del general Jean Rivaud hostigó a los austriacos en retirada. Los franceses sufrieron solo 90 bajas y capturaron a 350 de sus enemigos, a pesar de que los austriacos recibieron un apoyo tardío de la caballería. El 19 de mayo, los franceses se encontraron con el Fuerte de Bard, que resultó ser un obstáculo formidable defendido por una gran variedad de cañones. Aunque el fuerte tenía solo 350 defensores, su comandante, el capitán Stockard di Bernkopf, decidió mantener el lugar.
El 21 de mayo, los franceses bombardearon el Fuerte de Bard con tres cañones de 12 libras, pero esto tuvo poco efecto. Se hizo un intento de asaltar el fuerte, pero fracasó. Lannes usó senderos difíciles para llevar a su infantería y algo de caballería más allá del fuerte, pero era imposible usar los caminos para mover la artillería. Finalmente, los franceses escabulleron dos cañones de 8 libras, dos de 4 libras y dos obuses en la calle más allá del fuerte. El 25 de mayo, Bonaparte pasó el Fuerte de Bard para unirse a la vanguardia de Lannes. Lannes fracasó en su primer ataque a Ivrea, pero lo intentó de nuevo y capturó Ivrea el 24 de mayo. Dirigidos por el generalmajor (GM) Auguste-François Landres de Briey, los 800 defensores austriacos sufrieron 300 bajas y perdieron 14 cañones. Las pérdidas francesas fueron de 7 muertos y 25 heridos. Detrás de Lannes, las divisiones francesas estaban en el orden Boudet, Loison, Monnier y Chambarlhac. A la división de Chabran se le asignó la tarea de reducir el Fuerte de Bard, que finalmente se rindió el 2 de junio cuando los artilleros franceses abrieron una brecha en las paredes del fuerte.

## Batalla

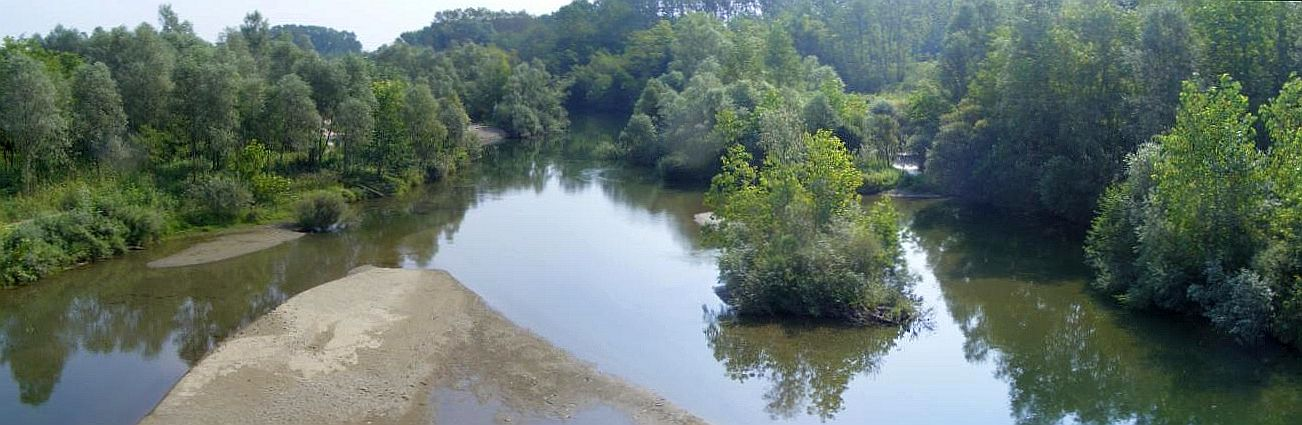
La Chiusella cerca de Romano Canavese

Entre Ivrea, en el lado norte, y Romano Canavese, en el lado sur, el río Chiusella fluye hacia el este antes de desembocar en el río Dora Baltea. A última hora del 24 de mayo, Lannes recibió las seis piezas de artillería que lograron pasar por el Fuerte de Bard. Sus tropas marcharon hacia la línea Chiusella, pero Lannes pasó todo el día del 25 de mayo reconociendo la posición austriaca. Hadik tenía 5000 soldados atrincherados detrás del Chiusella apoyados por 20 cañones. Había 4000 soldados más que se mantenían en algunas alturas cercanas para evitar las maniobras de flanqueo francesas. Un número importante de defensores fueron contratados por soldados piamonteses. La fuerza de Hadik incluía 2 batallones del Regimiento de Infantería Michael Wallis n.º 11, batallones 1½ del Regimiento de Infantería Franz Kinsky n.º 47, el Regimiento de Dragones Lobkowitz n.º 10 y 4 escuadrones del Regimiento de Dragones Kaiser n.º 1. Los dos regimientos de caballería estaban dirigidos por el GM Joseph Palffy y el GM Giovanni Pilati, respectivamente. Además, al menos parte del Regimiento de Infantería Grenz n.º 12 de Deutsch-Banat estuvo presente. Como Hadik estaba convencido de que sólo se enfrentaba a una división francesa, no destruyó el puente.

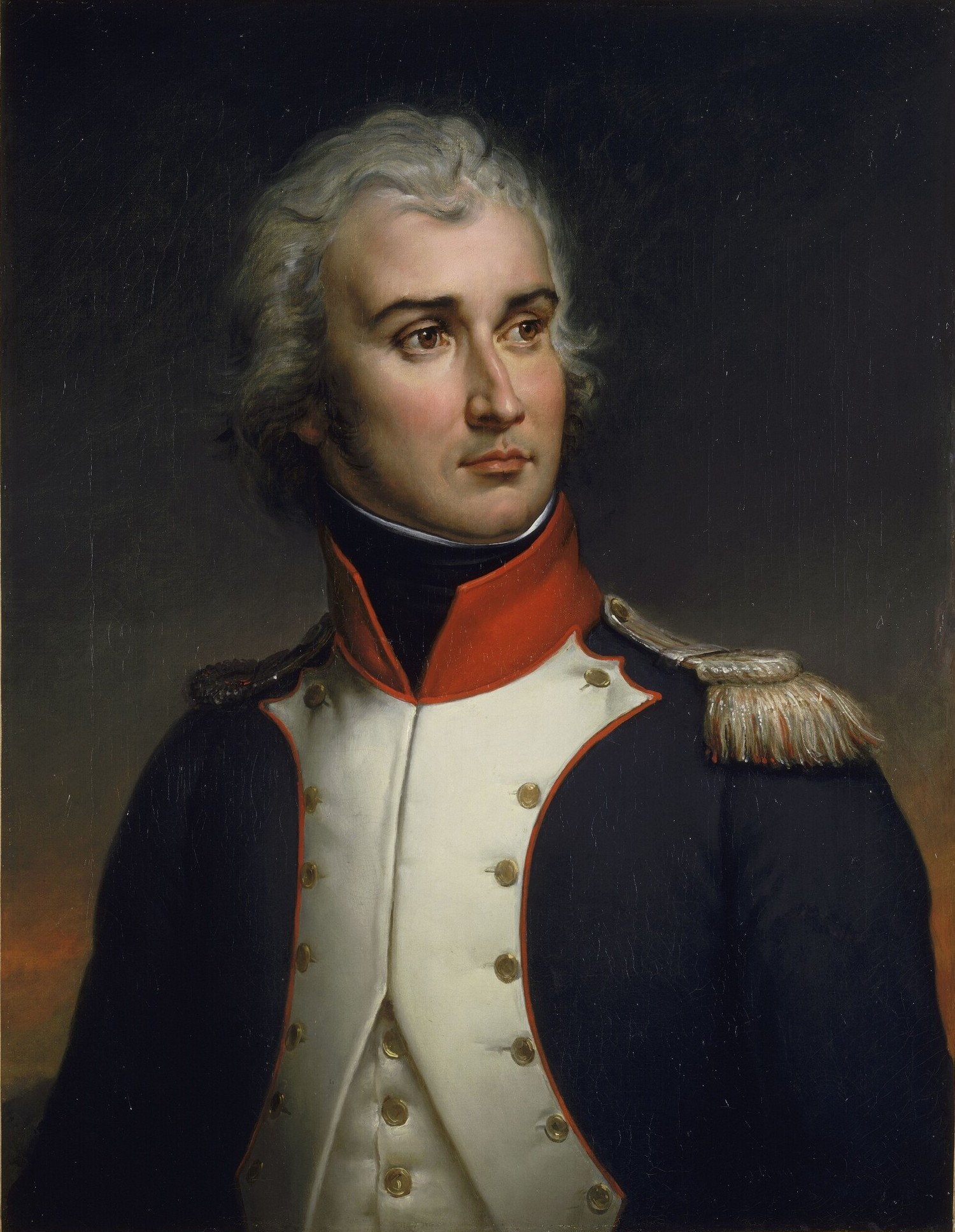
Jean Lannes

De hecho, Lannes tenía 12 000 soldados disponibles, de la siguiente manera:
| Divisiones/Brigadas | Unidades                              |
| ------------------- | ------------------------------------- |
| GD François Watrin  | 6º Regimiento de Infantería Ligera    |
| GD François Watrin  | 22º Regimiento de Infantería de Línea |
| GD François Watrin  | 40º Regimiento de Infantería de Línea |
| GD Jean Boudet      | 9º Regimiento de Infantería Ligera    |
| GD Jean Boudet      | 30º Regimiento de Infantería de Línea |
| GD Jean Boudet      | 59º Regimiento de Infantería de Línea |
| GB Jean Rivaud      | 12º Regimiento de Húsares             |
| GB Jean Rivaud      | 21º Regimiento de Cazadores a Caballo |

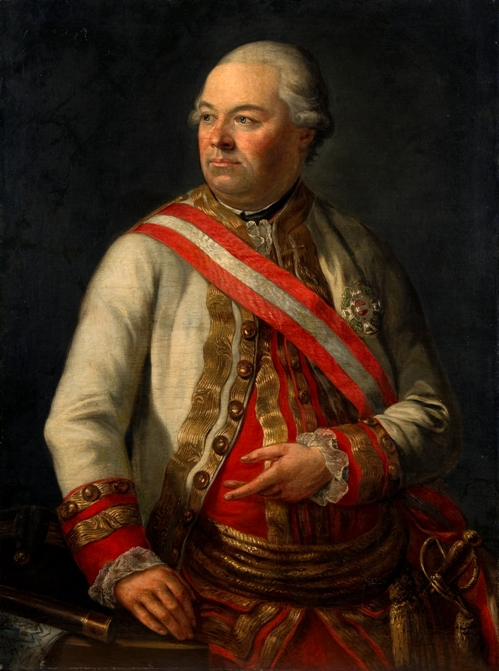
Karl Joseph Hadik

A las 5:00 de la mañana del 26 de mayo de 1800, el 6º Regimiento de Infantería Ligera se movió a través de un campo de trigo para atacar el puente. El asalto fue respondido con un intenso fuego de cuatro cañones detrás de una barricada de troncos y fue rechazado. El regimiento francés se reunió y atacó de nuevo, irrumpiendo en el puente y obligando a sus defensores a huir. Sin embargo, este fue golpeado por otros diez cañones austriacos y sumido en la confusión. En ese momento, un batallón del Regimiento de Infantería Franz Kinsky, respaldado por la Infantería Grenz del Banato, contraatacó e hizo retroceder a los franceses al otro lado del río.
Después de este contratiempo, Watrin ordenó al 22º Regimiento de Infantería de Línea que atacara, apoyado por el 40º Regimiento de Infantería de Línea. El 6º Regimiento de Infantería Ligera se recuperó de nuevo y vadeó el Chiusella. Hadik llevó a su caballería a través de los árboles y arbustos que dificultaban la efectividad de los jinetes. Palffy dirigió una carga de cuatro escuadrones de dragones austriacos. Los soldados del 6° Regimiento formaron apresuradamente cuadrados cerca de una granja. Los dragones fueron rechazados por las plazas y Palffy fue herido de muerte. Los dragones cargaron de nuevo y fueron rechazados por la 22° y la 40° Infantería de Línea, que formaron plazas cercanas. En ese momento, Lannes ordenó a la brigada de caballería de Rivaud que avanzara para ayudar a la infantería de Watrin.
Hadik envió al último regimiento de dragones con el fin de sacar a su otra caballería. Los dragones recién comprometidos cabalgaron sobre una compañía de la 6° Ligera y atacaron las plazas de la 40° Línea. Detrás de las plazas había un grupo de jinetes que incluía a Bonaparte, Berthier, Duhesme y Boudet. El grupo de generales estaba lo suficientemente alarmado como para desenvainar sus espadas, pero la carga de caballería austriaca se derrumbó cuando fue alcanzada por descargas disciplinadas desde las plazas. Siguieron otras dos cargas de caballería infructuosas antes de que los austriacos abandonaran el campo de batalla, acosados por el 12º Regimiento de Húsares francés.

## Resultados

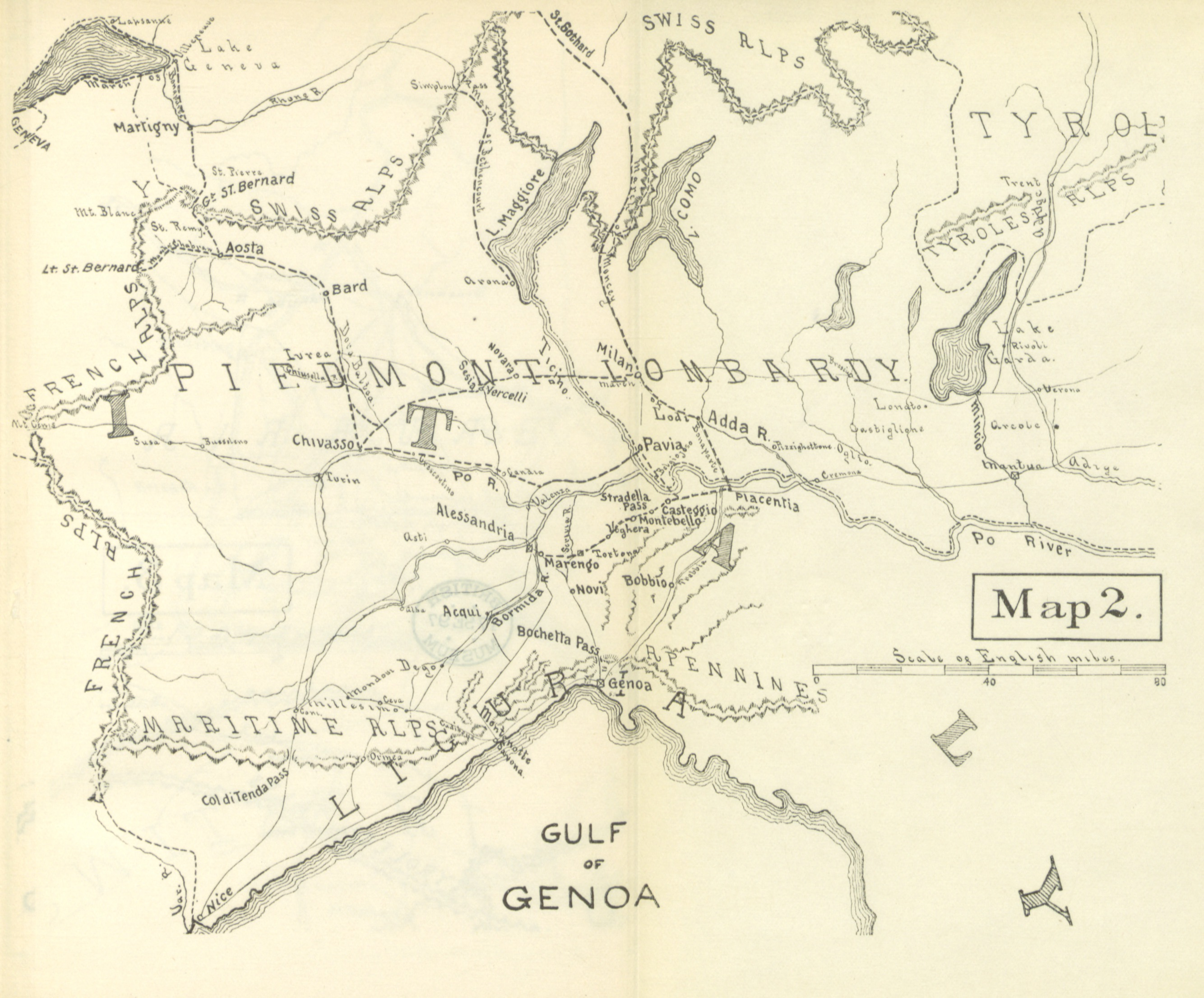
El mapa muestra la campaña de Marengo de 1800 donde la línea discontinua son los movimientos de los franceses. La batalla del río Chiusella tuvo lugar en la D de Piamonte.

Digby Smith estimó que los 12 000 franceses sufrieron 1700 bajas, mientras que los 5000 austriacos perdieron 348 muertos, heridos y desaparecidos, además de 216 caballos. Smith calificó la acción como una victoria austriaca. Los franceses admitieron entre 250 y 300 bajas, mientras que el informe oficial de Bonaparte redujo ese número a solo 200. Los austriacos informaron que Palffy y 121 soldados más habían muerto. Los franceses afirmaron haber capturado a 224 austriacos heridos y 60 ilesos. James R. Arnold representó la acción como una victoria francesa. Theodore Ayrault Dodge acreditó a los austriacos con 10 000 soldados y dio pérdidas francesas como 250 hombres.
Después de romper la barrera de Chiusella, los franceses se les abrieron las llanuras del valle del Po. Hadik informó a Melas que había luchado contra 20 000 soldados franceses y suplicó ayuda. A principios de mayo, Melas recibió informes de que los franceses estaban concentrando tropas en Suiza. El 13 de mayo, decidió tomar 9000 soldados de Elsnitz e ir con ellos al norte, de Niza a Turín. Después de la acción en el Chiusella, Lannes avanzó hasta Chivasso, donde amenazó a Turín. Después de recibir el informe de Hadik y después de que un oficial de dragones le revelara que había visto a Bonaparte en Romano, Melas finalmente se dio cuenta de que la principal amenaza francesa provenía del valle de Aosta. Para el 27 de mayo, Melas tenía 18 000 hombres en Turín y creía que estaba en una buena posición para impedir que Bonaparte relevara a Génova. De hecho, los esfuerzos de Lannes no eran más que una distracción y Bonaparte estaba a punto de dirigirse a Milán, donde cortaría parte de las comunicaciones de Melas con Austria.